# Morpho krugeri
Morpho krugeri är en fjärilsart som beskrevs av Talbot 1932. Morpho krugeri ingår i släktet Morpho och familjen praktfjärilar. Inga underarter finns listade i Catalogue of Life.